# Pius Bazighe
Pius Bazighe (ur. 15 marca 1972) – nigeryjski lekkoatleta, który specjalizował się w rzucie oszczepem.
Dwukrotny mistrz Afryki - tytuły zdobył w 1989 oraz 1996. W 1990 podczas afrykańskiego czempionatu uplasował się na drugim miejscu. Uczestnik igrzysk olimpijskich w Atlancie (1996) - z wynikiem 70,78 zajął 32. pozycję i nie wywalczył awansu do finału. Rok później bez powodzenia startował w mistrzostwach świata w Atenach. 
Wywalczył dwa medale igrzysk afrykańskich, złoty w 1995 oraz srebrny w 1991 roku.
Rekord życiowy: 81,08 (16 czerwca 1999, Ateny). Wynik ten jest aktualnym rekordem Nigerii.